# Yang Shouchung
Mestre Yang Shouchung (楊守中) (também conhecido como Yeung Sau Chung, Yang Shaozhong, e Yang Zhenming) (China, 1910 - Hong Kong, 1985) é o filho mais velho do primeiro casamento de Yang Chengfu, representa a quarta geração da Família Yang.

## Biografia
Com apenas oito anos de idade principiou o estudo do estilo de sua família sob a estrita supervisão de seu pai. A partir dos 14 anos começou a auxiliá-lo no ensino de Tai Chi Chuan.
Aos 19 anos já ensinava seu estilo aos oficiais do governo (Kuo Ming Tang), ensinando na província de Anhui e em Nanchino. Viajou com Yang Chengfu pelas províncias chinesas de Zhejiang, Fujian e Guangdong divulgando a prática do Tai Chi Chuan estilo Yang.
Após o falecimento de seu pai, Yang Shouchung se fixou em Guangzhou, (Cantão), para continuar a ensinar.
Em 1949, escapou dos comunistas chineses indo para Hong Kong, onde ensinou muitos alunos de forma privada em sua casa até sua morte em 1985. Teve três filhas, Tai Yee, Ma Lee e Yee Li, que continuam a transmitir seus ensinamentos em Hong Kong.
Ao longo dos anos ensinou a muitos alunos, mas aceitou apenas três praticantes como seus discípulos:
- Ip Tai Tak (ou Yip Tai Tak, 1929-2004) em Hong Kong. Seu aluno Raymond Chung ensinou em Vancouver BC e Seattle, WA.
- Chu Gin Soon em Boston, USA. Com a permissão de seu mestre ele fundou em 1969 o Gin Soon Tai Chi Club para propagar o Tai Chi Chuan estilo Yang nos Estados Unidos.
- Chu King Hung (*1945) na Inglaterra. Dirigente da International Tai Chi Chuan Association (ITCCA), que fundou com Yang Shouchung em 1971, atualmente com ramificações por toda a Europa. Ele já aceitou diversos discípulos.